# Вел (река)
Вел (фр. Vesle) је река у Француској. Дуга је 140 km. Улива се у Ен. 